# Corbès
Corbès là một xã trong tỉnh Gard thuộc vùng Occitanie, phía nam nước Pháp. Xã Corbès có diện tích 3,28 km2, nằm ở khu vực có độ cao trung bình 200 mét trên mực nước biển.